# Tonna (Royaume-Uni)
Pour les articles homonymes, voir Tonna (homonymie).
Tonna est un village et une communauté du borough de comté de Neath Port Talbot, au pays de Galles. Il est situé à quelques kilomètres au nord-est de la ville de Neath.

## Démographie
Au recensement de 2011, la communauté de Tonna comptait 2 499 habitants.